# Christian Reimers

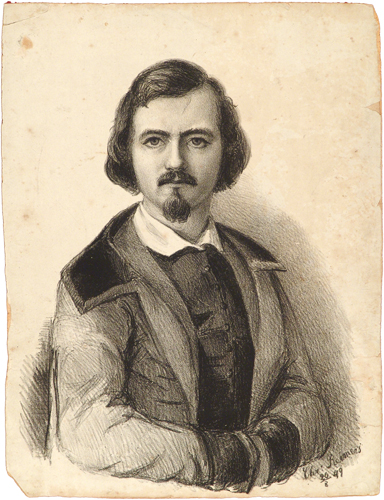
Selbstporträt, 1849

Christian Reimers (* 19. Juni 1827 in Altona; † 24. Juli 1889 auf der Überfahrt im Roten Meer) war ein deutscher Cellist, Karikaturist und Spiritist.

## Leben
Reimers gehörte zum Kreis um Robert Schumann und war zeitweiliger Quartett- und Quintettpartner Clara Schumanns.
Reimers begann seine Karriere als Musiker des Gewandhausorchesters, wo er seine Doppelbegabung als Musiker und Zeichner durch Karikaturen seiner Musikerkollegen unter Beweis stellte.
1851 folgte er Schumann nach Düsseldorf, um dort im Orchester unter dessen Leitung zu spielen. 
Ab Ende 1852 war er in Bonn tätig, wo er zusammen mit Julius Tausch und Wilhelm Joseph von Wasielewski ein erfolgreiches Klaviertrio für kammermusikalische Aufführungen bildete oder gemeinsam mit seinem dort als Musiklehrer wirkenden Bruder Hermann (* 22. Dezember 1825 in Altona; † 13. Januar 1898 in Bonn) auftrat. Seit Oktober 1854 war Christian Reimers als Violoncellolehrer am Kölner Konservatorium tätig.
Mitte 1856 ging er nach England und wanderte nach verlustreichen Patentgeschäften im Sommer 1882 nach Australien aus.
Zunächst fand er Aufnahme  in Edithburgh bei seiner Schwester Bertha und ihrem Mann, ging aber ein Jahr später bereits nach Adelaide. 
Dort spielte er mit dem Adelaide String Quartet, leitete einen deutschen Chor und wurde berühmt-berüchtigt für seine spiritistischen Ansichten.
1886 siedelte er nach Melbourne um und spielte mit dem Zerbini Quartet, das seinerzeit als das angesehenste Ensemble des Landes galt.
Er starb am 24. Juli 1889 auf der Überfahrt von Melbourne nach Europa im Roten Meer.

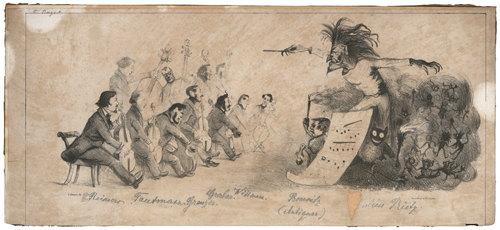
Leipziger Gewandhausorchester von Reimers

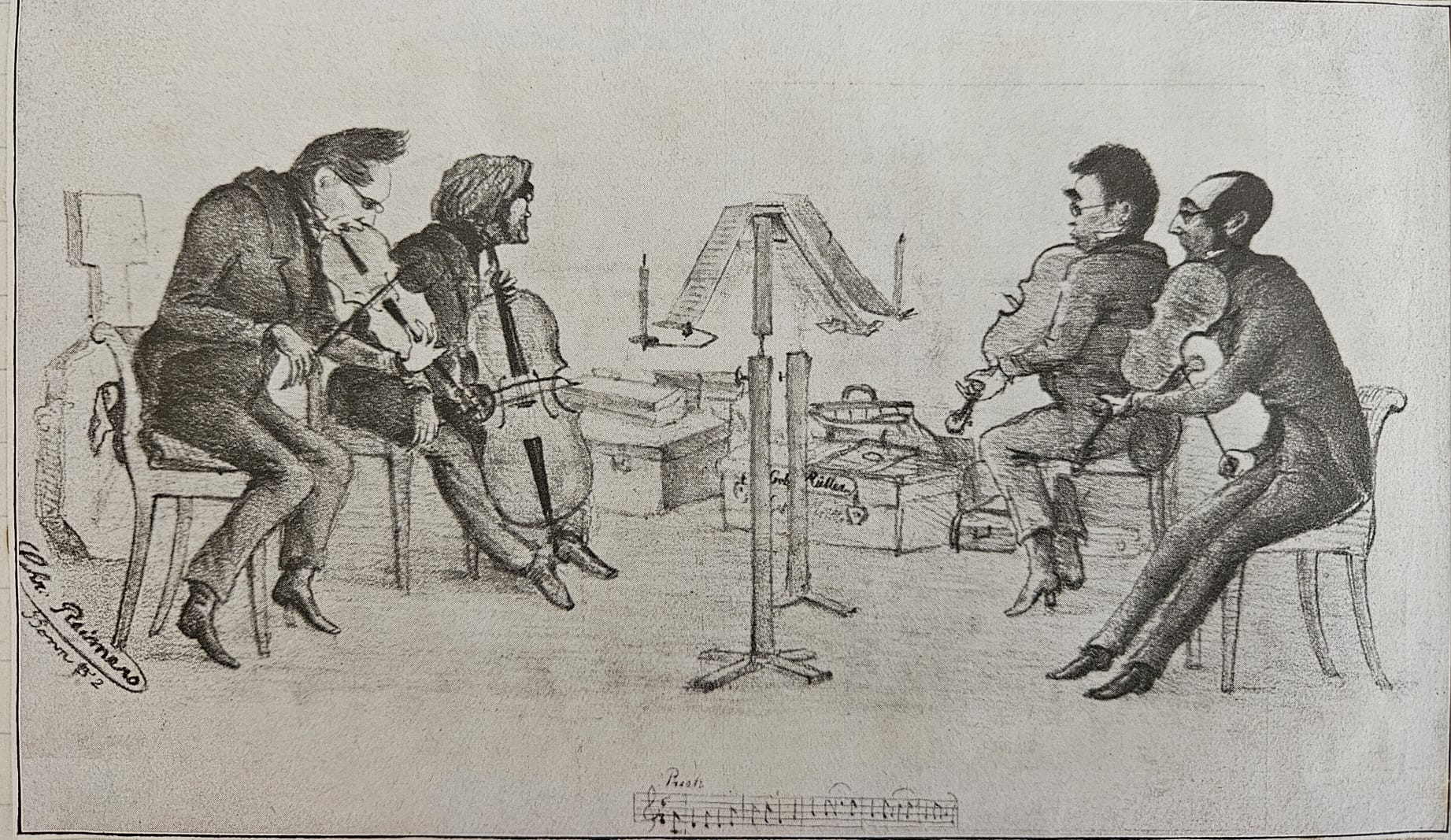
Gebrüder Müller Quartett 1852 in Bonn, Karrikatur von Christian Reimers

## Werke
- Das Leipziger Gewandhausorchester im Lichte der Satire. 19 Karikaturen, lithographiert von Blau & Co., Leipzig um 1850.
- A plea for spiritualistic societies: lecture on psychology, delivered at the Adelaide Society’s Rooms, Pirie Street, 30th May, 1883: dedicated to sceptics, reasonable freethinkers and observant readers in general.
- Lecture on music and its relation to religion and psychology: delivered in the Athenaeum on the 20th October 1886.
- The struggle of light through all ages: lecture. 1890.